# Mohamed Yacoub
Pour les articles homonymes, voir Yacoub.
Mohamed Yacoub (arabe : محمد يعقوب), né en 1937 à Moknine et mort le 19 août 2011, est un historien de l'art tunisien, spécialiste des mosaïques de l'époque romaine, en particulier celles de l'Afrique romaine.

## Biographie
Successivement conservateur-adjoint au musée national du Bardo (1960-1964) et chargé de la direction des musées nationaux de Tunisie (1965-1968), il devient par la suite conservateur en chef des musées. En même temps, il se consacre à l'enseignement supérieur et ce dans diverses institutions pédagogiques, en particulier l'Institut d'art, d'architecture et d'urbanisme de Tunis ainsi que l'école hôtelière de Sidi Dhrif.
Il soutient sa thèse Recherches sur les mosaïques tunisiennes relatives au monde du cirque, publiée en quatre volumes en 1980. 

## Publications
- Guide du musée de Sfax, Tunis, Secrétariat d'État aux Affaires culturelles et à l'Information, 1966, 52 p.
- Musée du Bardo, Tunis, Institut national d'archéologie et d'art, 1969.
- Chefs-d'œuvre des musées nationaux de Tunisie, Tunis, Maison tunisienne de l'édition, 1978, 263 p.
- Un trésor sous les mers, Tunis, Bouslama, 1988.
- Le musée du Bardo : départements antiques, Tunis, Agence nationale du patrimoine, 1993, 294 p. (ISBN 978-9973917126).
- Pièces maîtresses des musées de Tunisie, Tunis, Carthacom, 1994, 150 p. (ISBN 978-9973973337).
- Splendeurs des mosaïques de Tunisie, Tunis, Agence nationale du patrimoine, 1995, 420 p. (ISBN 978-9973917232).
- L'histoire du verre en Tunisie ou Éclipse et renaissance d'un métier d'art, Lausanne, Noir sur Blanc, 2000, 138 p. (ISBN 997379222X).
- Les merveilles du musée du Bardo, Sousse, Contraste, 2010, 119 p. (ISBN 978-9973878106).
- Carrés couleurs : mosaïques romaines de Tunisie, Tunis, Nirvana, 2016, 296 p. (ISBN 978-9973855954).